# Song Joong-ki
Song Joong-ki (송중기), född 19 september  1985 i Daejeon, är en sydkoreansk skådespelare.

## Filmografi (urval)
- 2008: A Frozen Flower
- 2009: Five Senses of Eros
- 2010: Hearty Paws 2
- 2011: Penny Pincher
- 2012: The Grand Heist
- 2012: A Werewolf Boy
- 2016: Descendants of the Sun